# American Mary
American Mary è un film del 2012 diretto da Jen e Sylvia Soska.

## Trama
Mary Mason è una brillante studentessa di medicina che desta un forte interesse in uno dei suoi insegnanti, il severo Dr. Grant Mason. Ha soltanto sua nonna e non volendo chiederle soldi, è sempre al verde e rischia di rimanere senza telefono: decide quindi di iniziare a lavorare come spogliarellista in un nightclub losco, il cui proprietario Billy Barker scopre i suoi studi come chirurgo per via del suo curriculum. L'uomo le fa un'offerta terribile ma a cui non può rinunciare: 5000 euro in contanti per praticare delle torture su un uomo attraverso operazioni chirurgiche. Dopo quest'esperienza, Mary è sconvolta e giura a se stessa che non sarebbe mai più scesa a patti con la criminalità. La mattina successiva viene contattata tuttavia da Beatress, donna che si è sottoposta a innumerevoli operazioni per modificare il suo aspetto e che ha avuto il suo contatto da Barker, che le offre 10 mila dollari per praticare operazioni che tutti i medici professionisti si rifiutano di praticare.
Mary si ritrova quindi a operare Ruby, una interior designer che vuole rinunciare a mammelle e organi sessuali affinché non rappresenti più minimamente un oggetto sessualmente attrattivo. Lo stile di vita della ragazza cambia notevolmente dopo questi episodi e ciò non passa inosservato ai suoi insegnanti, i quali la notano anche mentre parla con Beatress appena fuori dall'ospedale. Dopo averla umiliata sul lavoro, i docenti la invitano a una festa dove viene drogata, violentata e ripresa proprio dal Dr. Grant. Questo trauma spinge non solo Mary a lasciare all'università ma anche a rivolgersi nuovamente a Billy Barker: la ragazza offre i suoi servizi come chirurgo per effettuare modifiche corporee a buon mercato, chiedendo in cambio di poter torturare e uccidere Grant applicandogli tutte le possibili modifiche corporee per ben 14 ore di operazioni.
Mary inizia a lavorare a tempo pieno nel settore delle modifiche corporee seppur non avendo completato gli studi per diventare chirurgo. La ragazza ha un suo studio, presidiato dalla guardia del corpo Lance, rifiuta i pazienti che non le sembrano abbastanza convinti e opera chi invece lo è, creandosi una forte reputazione nell'ambiente che le fa guadagnare anche lo pseudonimo di "Bloody Mary". La ragazza viene nel frattempo avvicinata dal detective, il quale ha scoperto le sporche abitudini sessuali di Grant e colleghi e ha avuto il suo nominativo dal Dr. Walsh, anch'esso implicato in problemi di natura sessuale. Mary riesce a non apparire come una possibile carnefice agli occhi del poliziotto, il quale tuttavia capisce comunque che il motivo per cui la ragazza ha lasciato gli studi è relativo a un'esperienza negativa avuta con i suoi docenti.
Mary non vuole assolutamente che Barker intervenga ulteriormente nella vicenda ma l'uomo, ormai completamente invaghito di lei, rapisce comunque il Dr. Walsh e lo uccide con le sue mani. Mary è sempre più coinvolta, arriva a picchiare un'altra ragazza dopo che l'ha sorpresa mentre aveva un rapporto orale con Barker e lega sempre di più anche con Lance, il quale le confessa che avrebbe voluto conoscerla prima affinché potesse punire altre persone spregevoli sottoponendole a operazioni non volute. Quando Mary viene a sapere della morte di sua nonna, unico legame con il mondo non criminale a lei rimasto, la ragazza finisce per perdere completamente la lucidità e buttarsi a capofitto nel mondo della criminalità.
Il detective Dolor la interroga nuovamente per via della scomparsa del Dr. Walsh: l'uomo ha capito che la ragazza ha bisogno di aiuto, la sprona a rivolgersi alla polizia prima che sia troppo tardi, tuttavia lei non gli dà ascolto. Proprio in concomitanza a questo evento, Mary riceve una telefonata da Beatress: la donna è stata torturata quasi fino alla morte dal marito di Ruby dopo che quest'ultimo ha scoperto le modificazioni corporee a cui sua moglie si è sottoposta, costringendo così Beatress a rivelarle l'indirizzo e il nome di Mary. Proprio in quel momento, l'uomo irrompe in casa sua e la ferisce gravemente con un coltello: Mary prova a ricucirsi da sola ma muore prima di riuscirci. Proprio il detective Dolor viene incaricato di indagare sulla sua morte e si ritrova, costernato, davanti al suo cadavere.

## Produzione
Nonostante il film sia ambientato a Seattle, Washington, diversi personaggi parlano chiaramente con un chiaro accento canadese; le riprese sono state infatti realizzate a Vancouver, in quindici giorni.
I genitori delle sorelle Soska hanno ipotecato la loro casa per raccogliere fondi per finanziare questo film, il quale costituisce il primo lungometraggio delle due registe. Inoltre, sia i genitori che le stesse registe appaiono in un cameo nel film. Per quanto riguarda i personaggi con modifiche corporee, non sono stati usati effetti speciali ma attori che si sono sottoposti realmente a queste pratiche.
Katharine Isabelle frequentò una scuola di medicina per studiare il suo ruolo di Mary. Il trucco facciale di Paula Lindberg e di Tristan Risk ha richiesto due ore per essere applicato.

## Distribuzione
Il film è stato distribuito attraverso Lions Gate ed è approdato nei cinema il 31 maggio 2012, per poi venire distribuito nel mercato on demand nei giorni immediatamente successivi.

## Accoglienza
Sull'aggregatore Rotten Tomatoes il film riceve il 62% delle recensioni professionali positive con un voto medio di 5,9 su 10 basato su 52 critiche, mentre su Metacritic ottiene un punteggio di 46 su 100 basato su 15 critiche.